# Kopalnica
Kopalnica je prostor namenjen skrbi za osebno higieno. Najpogosteje gre za umivanje (kopanje, tuširanje, umivanje rok, zob ali obraza). Pogosto ima kopalnica tudi vlogo stranišča.
V kopalnici so običajno:
- umivalnik za roke ali noge (bide),
- tuš ali kopalna kad in
- straniščna školjka.

Poleg tega pa sta pogosta še omara in ogledalo.
Ker se v kopalnici zadržuje veliko vlage, so na zidovih po navadi keramične ploščice ter priključek na prezračevalni sistem (v stanovanjskih hišah).